# 李濬 (成化進士)
李濬（1440年—？），字德深，直隸常州府武進縣人，民籍。明朝政治人物。進士出身。

## 生平
成化四年（1468年）戊子科應天府鄉試第五十九名舉人。成化五年（1469年）聯捷乙丑科會試四十五名，殿試登進士第三甲第一百五十名。

## 家族
曾祖父李富九。祖父李彥亨。父亲李顥，曾任知縣。